# Margot Knockaert
Margot Knockaert (Oostende, 1910 - Bredene, 1997) was een Belgisch kunstschilder.

## Korte levensloop
Ze was leerlinge aan de Oostendse Kunstacademie tijdens het interbellum. Haar voornaamste leraar was Antoine Schyrgens.
Ze had een voorkeur voor werken in aquarel en schilderde stillevens, marines, bloemstukken, interieurs en figuren. In het late interbellum had ze een individuele tentoonstelling in de Galerie Studio (Oostende).

## Musea
- Oostende, Mu.ZEE ("Stilleven", "Bloemen", "Aan de piano").